# بنو مویزویچ
بنو مویزویچ (انگلیسی: Benno Moiseiwitsch; ۲۲ فوریهٔ ۱۸۹۰ – ۹ آوریل ۱۹۶۳) نوازنده پیانو اهل بریتانیا بود.